# Ippe
Ippe (in greco antico: Ἵππη?, Hìppē), conosciuta anche come Melanippe (in greco antico: Μελανίππη?, Melanìppē), od anche come Euippe/Evippe (in greco antico: Εὐίππη?, Euìppē), è un personaggio della mitologia greca e fu trasformata nella costellazione di Pegaso.

## Genealogia
Figlia del centauro Chirone, fu madre di Melanippe, avuta da Eolo.

## Mitologia
Ebbe una figlia da Eolo ma si vergonò di dirlo al padre e la nascose, Artemide ebbe pietà di lei e la trasformò nella costellazione del cavallo (di solito identificata con Pegaso).